# Спенс, Себастьян
Себастьян Спенс (англ. Sebastian Spence; род. 9 декабря 1969, Сент-Джонс, Ньюфаундленд, Канада) — канадский актёр.

## Биография
Является сыном писателя-драматурга Майкла Кука и актрисы Дженис Спенс. Имеет двух сестер Сару и Пердиту и брата Фергюса.
Одна из самых известных его ролей — роль Кейда Фостера в сериале «Первая волна». Также снимался в отдельных сериях телесериалов «Андромеда», «Звёздные врата: SG-1», «Мутанты Икс», «Секретные материалы», «Сверхъестественное».

## Фильмография
| Год       |    | Русское название             | Оригинальное название             | Роль                            |
| --------- | -- | ---------------------------- | --------------------------------- | ------------------------------- |
| 1996      | с  | За гранью возможного         | The Outer Limits                  | молодой Джерри                  |
| 1996      | с  | Секретные материалы          | The X Files                       | помощник шерифа Барни Пастер    |
| 1998      | ф  | Огненный шторм               | Firestorm                         | «Ковбой»                        |
| 1998—2001 | с  | Первая волна                 | First Wave                        | Кейд Фостер                     |
| 2002      | с  | Бухта Доусона                | Dawson's Creek                    | профессор Мэтт Фриман           |
| 2005—2009 | с  | Звёздный крейсер «Галактика» | Battlestar Galactica              | лейтенант Ноэль «Нарко» Эллисон |
| 2006      | с  | Сверхъестественное           | Supernatural                      | демон Том                       |
| 2007      | ф  | Пересечение                  | Crossing                          | Дэнни Циммерман                 |
| 2008      | тф | Дочь Дэниела                 | Daniel's Daughter                 | Коннор Бейли                    |
| 2009      | ф  | Доктор Дулиттл 5             | Dr. Dolittle Million Dollar Mutts | Чад Кэссиди                     |
| 2011      | с  | Тайны Смолвиля               | Smallville                        | Тэд Корд / Синий Жук            |
| 2012      | тф | Кошмар матери                | A Mother's Nightmare              | Стив                            |
| 2013      | с  | Ясновидец                    | Psych                             | мэр Гэвин Ченнинг               |
| 2013      | ф  | 12 раундов: Перезагрузка     | 12 Rounds 2: Reloaded             | губернатор Дэвлин Уивер         |
| 2013—2015 | с  | Кедровая бухта               | Cedar Cove                        | шериф Клифф Хартинг             |
| 2014      | с  | Континуум                    | Continuum                         | Наполи                          |
| 2015      | с  | Возвращённые                 | The Returned                      | молодой Джордж Годдард          |
| 2018      | с  | Заложница                    | Taken                             | сенатор Уоррен                  |
| 2019—2023 | с  | Расследование Мёрдока        | Murdoch Mysteries                 | Аллен Темплтон                  |
| 2019      | с  | Хадсон и Рекс                | Hudson & Rex                      | Рон Лейк                        |
| 2021      | с  | Американские боги            | American Gods                     | Ларри Хатчинсон                 |